# Bence Bánhidi
Bence Bánhidi, född 9 februari 1995, är en ungersk handbollsspelare som spelar för SC Pick Szeged och det ungerska landslaget. Han är högerhänt och spelar som mittsexa.

## Individuella utmärkelser
- Årets ungerska handbollsspelare 2019[3]
- Årets ungerska junior-handbollsspelare 2014 och 2015[4][5]
- All-Star Team EM 2020[6]
- All-Star Team EHF Champions League 2020[7]